# Acrolophus basistriatus
Acrolophus basistriatus är en fjärilsart som beskrevs av Davis 1987. Acrolophus basistriatus ingår i släktet Acrolophus och familjen Acrolophidae. Inga underarter finns listade i Catalogue of Life.